# SilkAir
SilkAir was de regionale luchtvaartmaatschappij van Singapore Airlines, gevestigd in Singapore. SilkAir was de regionale tak van Singapore Airlines, SilkAir vervoerde passagiers van regionale luchthavens naar Internationale Luchthaven Changi, de hub van Singapore Airlines. De maatschappij vloog vanuit Singapore naar 25 steden in Zuidoost-Azië, Zuid-Azië en de Volksrepubliek China. SilkAir werd op 6 mei 2021 volledig opgenomen in de Singapore Airlines vloot waarna de naam verdween.

## Geschiedenis
De luchtvaartmaatschappij werd als Tradewind Charters in 1976 door Singapore Airlines gesticht, in eerste instantie voerde de maatschappij alleen chartervluchten uit. De eerste lijndiensten van Tradewind Airlines werden in 1989 uitgevoerd en op 1 april 1992 kreeg SilkAir haar naam en functie als regionale dochtermaatschappij.
Op 19 december 1997 kwamen 104 passagiers en bemanningsleden om bij een vliegtuigongeval. Een toestel van SilkAir stortte neer bij Palembang in het zuiden van Sumatra.

## Vloot
SilkAir had een van de jongste vloten in Zuidoost-Azië, de vloot bestond op 22 augustus 2015 uit de volgende toestellen:
- 5  Airbus A319-100 (12 businessclass- en 106 economyclassstoelen)
- 13 Airbus A320-200 (16 businessclass- en 126 economyclassstoelen)
- 10 Boeing 737-800 (12 businessclass- en 150 economyclassstoelen)